# Ekambara kuppam
Ekambara kuppam é uma vila no distrito de Chittoor  , no estado indiano de Andhra Pradesh.

## Demografia
Segundo o censo de 2001, Ekambara kuppam tinha uma população de 6797 habitantes. Os indivíduos do sexo masculino constituem 51% da população e os do sexo feminino 49%. Ekambara kuppam tem uma taxa de literacia de 67%, superior à média nacional de 59,5%: a literacia no sexo masculino é de 77% e no sexo feminino é de 56%. Em Ekambara kuppam, 15% da população está abaixo dos 6 anos de idade.